# 东疆港海滨浴场

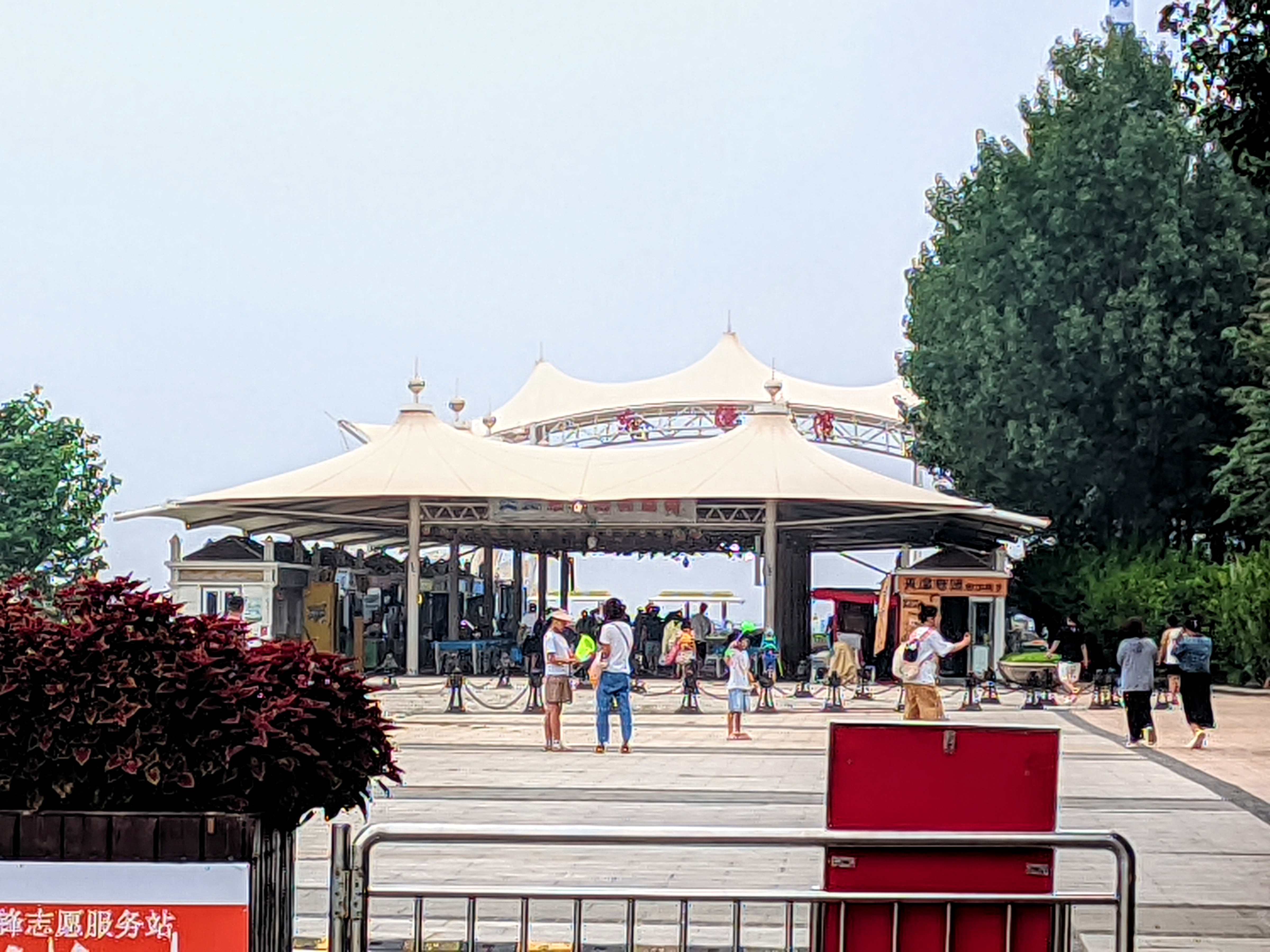
天津东疆湾景区

东疆港海滨浴场位于天津滨海新区东疆保税港区，是一处海洋旅游度假地。

## 区位
东疆港海滨浴场位于距天津市区56公里的天津东疆港区内，比邻天津开发区、保税区、中新生态城、东临渤海。

## 交通
与海滨大道、京津塘高速公路、京津塘高速公路二线、津滨高速公路、津塘公路、京港高速、津晋高速公路、唐津高速公路及外围的高速公路相接驳。

## 相关链接
- 东疆保税港区